# Hutnadel

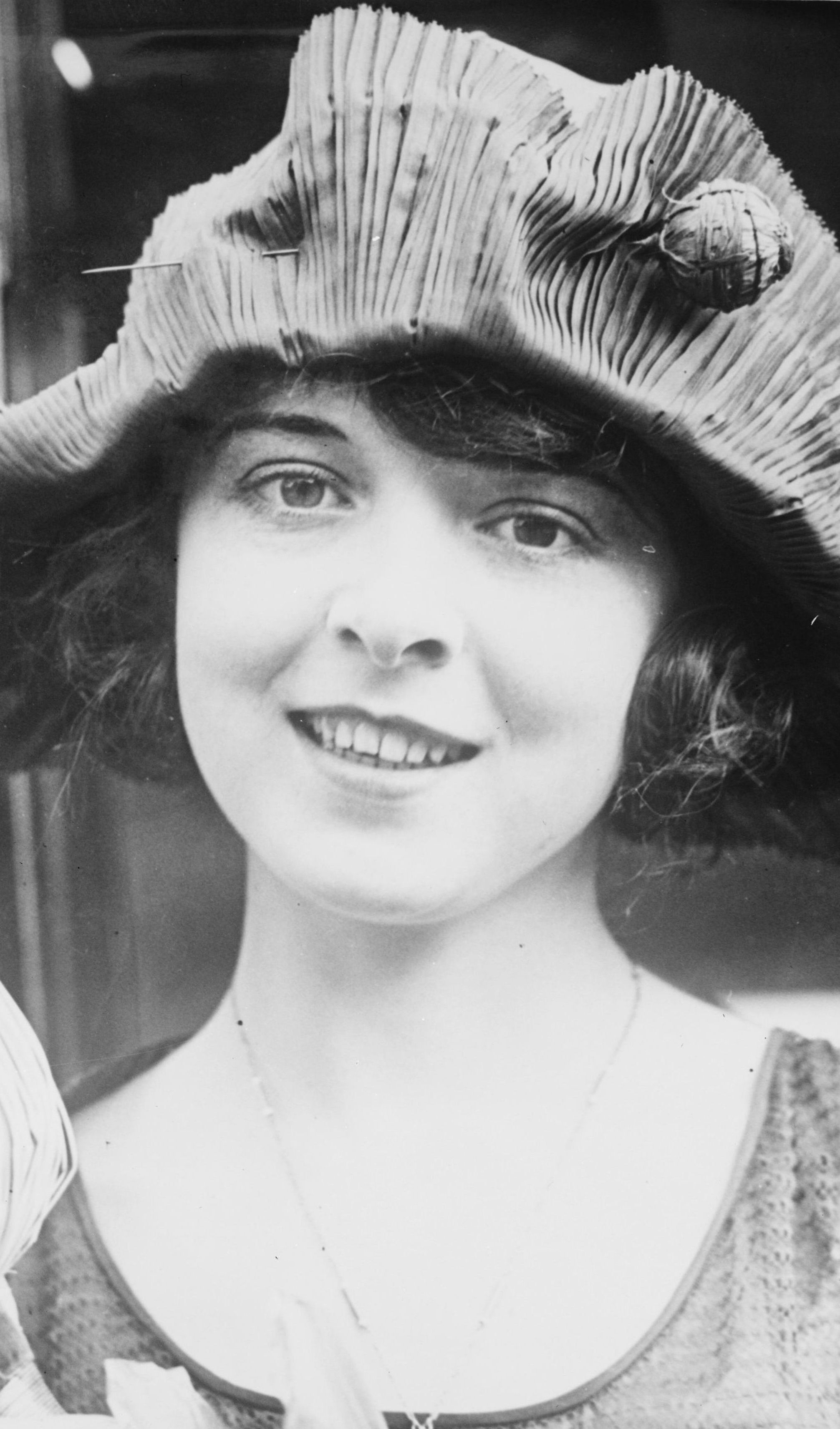
Colleen Moore mit Hutnadel, 1920

Zwei Hutnadeln, um 1904

Hutnadeln werden zum Befestigen großer Damenhüte auf dem Kopf der Trägerin verwendet. Dabei wird die Nadel durch Hut und das frisierte Haar (gegebenenfalls die Perücke) gesteckt. In Deutschland wurden Hutnadeln vor allem in der Zeit von 1890 bis 1925 benutzt, aber auch heutzutage hin und wieder zum Tragen großer Damenhüte.

## Gestaltung
Die Länge einer Hutnadel variiert und erreichte normalerweise eine Länge um 20 cm. Es gibt aber auch Beispiele für eine Länge von 35 cm. In den USA soll 1908 ein Gesetz erlassen worden sein, das die Länge der Hutnadeln begrenzte, damit es in der Öffentlichkeit zu keinen Verletzungsgefahren kommt. Auch gab es an unterschiedlichen Orten, z. B. öffentlichen Verkehrsmitteln, die Anweisung die Spitzen von Hutnadeln mit einem Schutz zu versehen, um Verletzungen unbeteiligter Personen zu verhindern.
Das Ende von Hutnadeln kann kunsthandwerklich als Modeaccessoire gestaltet sein. Das Hutnadelende wird aus verschiedensten Materialien gestaltet, wie aus Gold und Silber, Juwelen und Halbedelsteinen, Perlen, Kupfer, Messing, Elfenbein, Schildpatt, Porzellan und Glas. Die Nadel selbst kann aus Stahl bzw. Eisen bestehen.

## Geschichte
Im Mittelalter wurde Gebendenadeln für das Gebende verwendet.
In der Zeit von 1890 bis 1925 erreichte der Modetrend, Hutnadeln zu tragen, in Deutschland einen Höhepunkt. Das Aufkommen der Hutnadeln hing damit zusammen, dass 1900 die Frauenkleider schmaler und enger wurden. Zum optischen Ausgleich kamen die wagenradgroßen Prachthüte für Damen auf, die meist reich geschmückt wurden und eine Befestigung mit der Hutnadel erforderten. Einen einzigartigen Hut zu tragen zeigte damals auch den Wohlstand der Trägerinnen an.
Allerdings war das Tragen von Hutnadeln nicht überall ohne Weiteres erlaubt, weil sich an Hutnadelspitzen andere Personen unabsichtlich stechen konnten. So galten beispielsweise in der Hamburger U-Bahn 1912 Einschränkungen die durch ein Schild mit der Inschrift „Damen mit unverdeckten Hutnadelspitzen sind von der Beförderung ausgeschlossen“ adressiert wurde.

## Weitere Verwendung
Hutnadeln fanden zu unterschiedlichen Anlässen Verwendung, die in der Literatur, Film und Malerei dokumentiert sind.
In der Literatur gibt es einige Beispiele für Morde mit der Hutnadel: Beispielsweise in dem Buch Büchse der Pandora von Agatha Christie, einer Sammlung von Kurzgeschichten, wird in der Kurzgeschichte The Sunningdale Mystery eine Person durch einen Hutnadelstich ins Herz ermordet. Auch in der Fernsehserie Der Bulle von Tölz (1996) im Tod am Rosenmontag wird in einem Faschingsball ein Angestellter, der sich als Scheich verkleidet hatte, mit einer Hutnadel erstochen.
Am 31. Dezember 1857 wurde Königin Victoria aufgefordert, die Hauptstadt für die Provinz Kanada zu bestimmen; dabei soll sie ihre Hutnadel auf einer Landkarte etwa zur Hälfte zwischen die Städte Toronto und Montreal gesteckt haben, und der nächstliegende Ort sei Ottawa gewesen.
Bertha Benz benutzte auf der ersten Fernfahrt 1888, der Bertha Benz Memorial Route, ein benzingetriebenes Gefährt von Mannheim nach Pforzheim. Diese Reise war illegal, da das Gefährt auf polizeiliche Anordnung nicht außerhalb ihres Heimatortes bewegt werden durfte. Als der Benzinmotor Probleme hatte, nahm Bertha Benz eine Hutnadel, um eine verstopfte Benzinleitung durchgängig zu machen.
Emma Miller, eine engagierte 73-jährige Gewerkschafterin und Suffragette führte eine Gruppe von Frauen und Mädchen während einer großen Demonstration im Generalstreik in Brisbane im australischen Queensland im Jahr 1912 an. Die Frauen wurden von der Polizei bedroht, die mit Bajonetten bewaffnet war. Miller nahm ihre Hutnadel und stach damit auf das Pferd des ranghöchsten Polizeioffiziers William Geoffrey Cahill von Queensland ein, woraufhin dessen Pferd scheute, ihn abwarf und sich Cahill mit der Folge einer späteren Gehbehinderung verletzte.